# Olympisch kwalificatietoernooi voetbal 2012 (CAF vrouwen)
Het Olympisch kwalificatietoernooi voetbal 2012 (CAF Vrouwen) bepaald welke twee Afrikaanse landen zich kwalificeren voor het Olympische Spelen 2012 in Londen.

## Eerste Ronde
- heenduel: 2 oktober 2010
- returns: 23 oktober 2010

| Team 1   | Tot. | Team 2 | 1e wedstr. | 2e wedstr. |
| -------- | ---- | ------ | ---------- | ---------- |
| Botswana | 2–6  | Zambia | 1–4        | 1–2        |

## Tweede Ronde
- heenduel: 15 januari 2011
- returns: 16 , 29 en 30 januari 2011

| Team 1            | Tot.  | Team 2             | 1e wedstr. | 2e wedstr. |
| ----------------- | ----- | ------------------ | ---------- | ---------- |
| Gabon             | w/o   | Equatoriaal-Guinea |            |            |
| Angola            | 2-2 u | Namibië            | 2–2        | 0–0        |
| Congo-Brazzaville | w/o   | Nigeria            |            |            |
| Kameroen          | 6-0   | Mali               | 5–0        | 1-0        |
| Guinee            | 1-7   | Ghana              | 1–2        | 0-5        |
| Congo-Kinshasa    | 0-3   | Ethiopië           | 0–0        | 0-3        |
| Marokko           | 1-3   | Tunesië            | 0–3        | 1-0        |
| Zambia            | 1-5   | Zuid-Afrika        | 1–2        | 0-3        |

## Derde Ronde
De vier winnaars plaatsen zich voor de laatste ronde
- Heenduels:1-3 april 2011
- returns :15-17 april 2011

| Team 1      | Tot.        | Team 2             | 1e wedstr. | 2e wedstr. |
| ----------- | ----------- | ------------------ | ---------- | ---------- |
| Ethiopië    | 2–2 (u)     | Ghana              | 1–0        | 1–2        |
| Kameroen    | 0–21        | Equatoriaal-Guinea | 0–0        | 0–2        |
| Nigeria     | 9–0         | Namibië            | 7–0        | 2–0        |
| Zuid-Afrika | 1–1 (6–5 p) | Tunesië            | 1–0        | 0–1        |

1 Equatoriaal-Guinea gediskwalificeerd in verband met het opstellen van een niet-speelgerechtigde speelster

## Laatste ronde
De twee winnaars plaatsen voor de Olympische Spelen 2012.
- Heenduel: 26-28 augustus 2011
- return: 11 september-22 oktober 2011

| Team 1      | Tot.        | Team 2   | 1e wedstr. | 2e wedstr. |
| ----------- | ----------- | -------- | ---------- | ---------- |
| Nigeria     | 3-3 (3-4 p) | Kameroen | 2-1        | 1-2        |
| Zuid-Afrika | 4-1         | Ethiopië | 3-0        | 1-1        |